# Исталсна
И́сталсна (латыш. Istalsna) — населённый пункт в Лудзенском крае Латвии. Входит в состав Иснаудской волости. Находится у региональной автодороги P136 (Лудза — Бриги — Зилупе). Расстояние до города Лудза составляет около 12 км.
По данным на 2017 год, в населённом пункте проживал 171 человек.  Также там есть клуб, почта, магазин и католическая церковь. В 1,5 км к юго-западу от села находится железнодорожная станция Исталсна на линии Резекне II — Зилупе.

## История
Ранее село являлось центром поместья Исталсна (Истально), впервые упомянутого в 1784 году.
В советское время населённый пункт был центром Исталсненского сельсовета Лудзенского района. В селе располагалась центральная усадьба совхоза «Исталсна».